# КВ-2
КВ-2 је био совјетски тешки тенк који се производио 1940. и 1941. године.

## Развој
КВ-2 је уведен у наоружање Црвене армије током 1940. године. Основна замисао која стоји иза настанка овог тенка се крила у производњи јаче верзије годину дана млађег тенковског „брата“ КВ-1. Био је замишљен као артиљеријски тенк или тенк за подршку. С обзиром да је имао куполу која је могла да се ротира пуних 360 степени, уврштен је у категорију тенкова иако је због своје хаубице имао карактеристике које су га сврставале у самоходну артиљерију.
Масовно уништење совјетских тенковских снага у првим месецима рата донело је општу реорганизацију војне стратегије Црвене армије. По новој концепцији тешко уништиви, али и тешко покретљиви, КВ-2 је изгубио своје место без и једног озбиљног тестирања на ратишту.
Пре обуставе производње 1941. године, из фабрика је изашло само око три стотине примерака овог тешког тенка.

## Каректеристике
Главно наоружање КВ-2 чинила је хаубица М-1938/39 Л/20 калибра 152 mm која је била уграђена у гломазну куполу вертикалних страна. Од споредног наоружања имао је два митраљеза ДТ, од којих је један био смештен напред у телу, лево од возача, док је други био смештен у задњем делу куполе. Имао је 6 чланова посаде. Велика и тешка купола знатно је повећала укупну тежину тенка која је износила 57 тона. Због тога је однос погонске снаге и тежине био изузетно лош, једва 9.45 КС по тони.

## Борбена употреба
КВ-2 је био отпоран на скоро све што је немачка армија имала у наоружању 1941. године, осим на дејство немачких противавионских топова калибра 88 mm и то са малог растојања. Због своје слабе покретљивости и велике силуете био је лако уочљив на бојишту и представљао је велику мету. Његова тешка купола могла је да се ротира само на потпуно равном земљишту. Сви његови недостаци дошли су до изражаја већ у првих неколико месеци од почетка немачког напада на СССР, због чега је његова производња обустављена крајем 1941. године.
23. јуна 1941. године немачка 1. оклопна дивизија сукобила се у Литванији са совјетским тенковима КВ-2. Немци су отворили ватру са раздаљине од 700 m. Совјетски тенкови су упркос бројним погоцима граната калибра 50 и 75 mm наставили са нападом. Један КВ-2 је погођен 70 пута, а да ни једна граната није пробила његов оклоп. Мали број совјетских тенкова имобилисан је ватром немачких топова која је била усмерена на гусенице. Ови тенкови су затим онеспособљени ватром топова великог калибра из непосредне близине, а коначно су их уништили немачки инжењерци који су на њих поставили кумулативна експлозивна пуњења.
Највећи број губитака међу совјетским тенковима КВ-2, током 1941. године био је последица механичких кварова и недостатка горива, због чега су њихове посаде биле принуђене да их напусте. Совјетска 41. тенковска дивизија је изгубила 2/3 од укупно 33 КВ-2 колико је имала у наоружању, али је само пет тенкова уништено у борби.
Мали број преосталих КВ-2 коришћен је у статичној улози, у одбрамбеним борбама током Битке за Москву 1941. године и Стаљинградске битке 1942. године.